# Đội tuyển Davis Cup Puerto Rico
Đội tuyển Davis Cup Puerto Rico đại diện Puerto Rico ở giải đấu quần vợt Davis Cup và được quản lý bởi Hiệp hội Quần vợt Puerto Rico.
Puerto Rico hiện tại thi đấu ở Nhóm II khu vực châu Mỹ.  Đội từng vào đến chung kết Nhóm II năm 1993.

## Lịch sử
Puerto Rico lần đầu tiên tham gia Davis Cup vào năm 1992.

## Đội hình hiện tại (2014)
- Alex Llompart
- Gabriel Flores (cầu thủ nghiệp dư)
- Christian Garay (vận động viên trẻ)
- Gilberto Alvarez (cầu thủ nghiệp dư)